# Carroll John Daly
Carroll John Daly (* 14. September 1889; † 16. Januar 1958) war ein US-amerikanischer Kriminalschriftsteller.

## Leben
Bevor Daly Schriftsteller wurde, arbeitete er für kurze Zeit als Schauspieler, dann als Platzanweiser und Filmvorführer und besaß schließlich vorübergehend eine Reihe von Kinos.

### Literarisches Schaffen

#### Hintergrund
Ab den frühen 1920er Jahren erschienen in den USA Kurzgeschichten (short stories) und Romane, die den hartgesottenen (engl.: hardboiled bzw. hard-boiled) Privatdetektiv (engl.: private eye oder P.I., aber auch private dick, shamus oder gumshoe genannt) in die Literatur einführten und damit ein spezifisch amerikanisches Genre begründeten.
Diese archetypischen Figuren bedeuteten einen Paradigmenwechsel gegenüber den bis dahin dominierenden Detektiven, die Gewalt eher ablehnten und weder die nun typisch werdende Umgangssprache noch den Straßenjargon der amerikanischen Großstadt, ihres Aktionsfeldes, benutzten. Sie waren kurz angebunden, mit lakonischem Witz und einem Schuss Sarkasmus und Zynismus.
Als erster ausgereifter Vertreter des neuen Genres sogenannter hardboiled detectives wird zwar übereinstimmend Dashiell Hammett angesehen, aber als sein Pionier gilt Carroll John Daly.

#### Eigene Figuren und Stories
Die erste story mit einer solchen Figur trug den Titel "Three-Gun Terry" [Mack] und wurde von Daly in der Ausgabe vom 15. Mai 1923 des Pulp-Fiction-Magazins "Black Mask" veröffentlicht. Race Williams, ein anderer seiner P.I.s, brachte in "Snarl of the Beast" (1927) kurz und prägnant zum Ausdruck, was seitdem zum Profil dieser grenzgängerischen Charaktere gehört, wenn er sagt, dass seine ethischen Grundsätze seine Privatsache seien – nicht unbedingt gut, aber auch nicht schlecht – und dass es ihm im Übrigen egal sei, was andere davon hielten. Mit dieser Formel reklamierte er etwas Neues für sich, nämlich die Freiheit und das Recht, sich zwischen Gut und Böse (oder weniger Gutem) zu entscheiden – ohne sich allerdings vollständig gegen das Gesetz zu stellen.
Der Erzähler in Dalys "The False Burton Combs" (1922) nennt sich einen Gentleman-Abenteurer, der seinen Lebensunterhalt mit dem Kampf gegen Kriminelle verdiene und weder ein Gauner noch ein Polizist sei, sondern sich irgendwo in der Mitte zwischen ihnen befinde. Damit hatte Daly für alle Zukunft das Kräftefeld abgesteckt, in dem sich seither die klassischen hartgesottenen P.I.s bewegen.
Die Abgebrühtheit von Race Williams wird deutlich, wenn er in ²Snarl of the Beast² davon spricht, dass alles im Leben Ansichtssache sei. Ein durchschnittlicher Mann würde beispielsweise jahrelang davon erzählen, wenn jemand nachts ein Loch in seinen Hut geschossen hätte. Für ihn selbst würde das aber nur den Kauf eines neuen Hutes bedeuten. Sonst nichts.

#### Bezug zu Dashiell Hammett
Dalys literarisches Schaffen war zweifach mit Dashiell Hammett verknüpft. Nicht nur erschienen ihre beiden ersten Erzählungen jeweils im Abstand weniger Monate im Jahre 1922 in "Black Mask", sondern Hammett äußerte später, er habe wohl zum Niedergang Dalys als Schriftsteller beigetragen, weil er selbst als Autor von hardboiled stories größere Beachtung erlangt habe. Dies dürfte zutreffen, denn Dalys Stil änderte sich im Laufe seiner aktiven Karriere nicht, und dasselbe trifft zu auf seine zentrale Figur, den angeberischen, eher eindimensionalen und simplen Race Williams, wohingegen andere Autoren im Laufe der Zeit zunehmend interessantere und vielschichtigere Detektivgestalten schufen.